# Sony Ericsson W760i

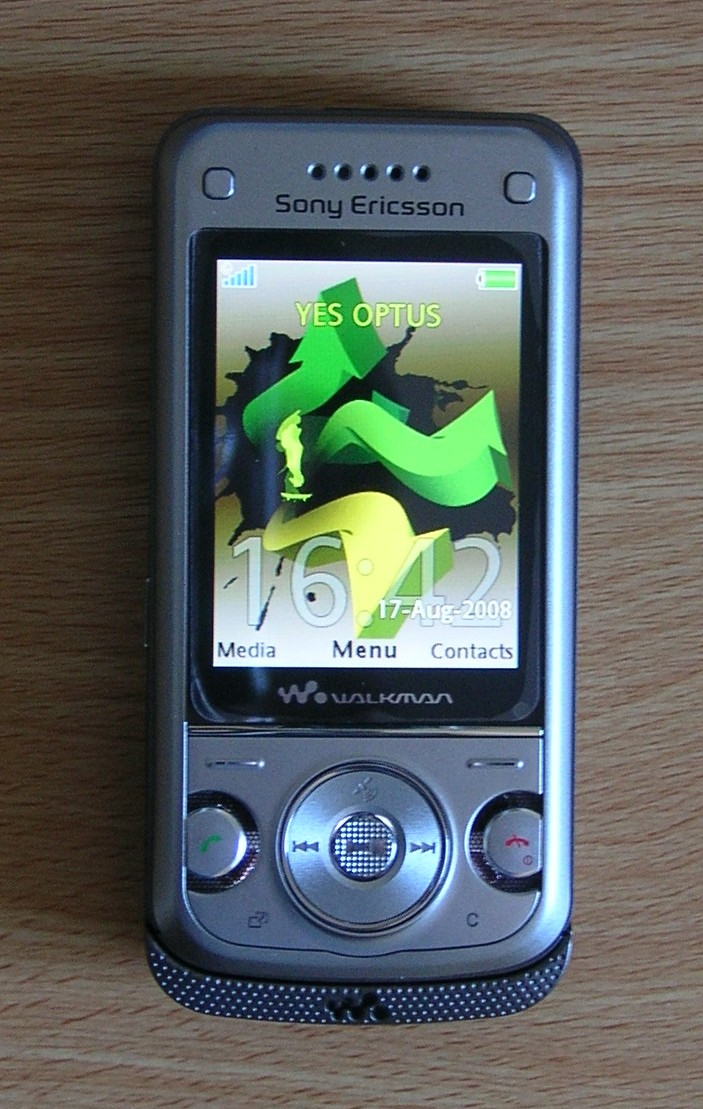
Sony Ericsson W760i.

Sony Ericsson W760i är en Walkmanmobil från Sony Ericsson.

## Allmänt
Storlek
- 103 x 48 x 15 mm
- 4.1 x 1.9 x 0.6 tum

Vikt
- 103 gr
- 3.6 oz

Färger
- Fancy Red
- Intense black
- Rocky Silver

Skärm
- 240x320 pixel
- 262 144 färgers TFT

Minne
- 40 MB Telefonminne
- Memory Stick Micro™ (M2™) support

Den faktiska mängden ledigt minne kan variera, beroende på hur telefonen är förkonfigurerad Nätverk
- GSM 850
- GSM 900
- GSM 1800
- GSM 1900
- EDGE
- UMTS 850
- UMTS 1900
- UMTS 2100
- HSDPA

Prestanda Samtalstid:   Passningstid:  Videosamtal:
- GSM 850      9 timmar      400 timmar     -
- GSM 900      9 timmar      400 timmar     -
- GSM 1800     9 timmar      400 timmar     -
- GSM 1900     9 timmar      400 timmar     -
- EDGE         9 timmar      400 timmar     -
- UMTS 850     4 timmar      350 timmar     3 timmar
- UMTS 1900    4 timmar      350 timmar     3 timmar
- UMTS 2100    4 timmar      350 timmar     3 timmar
- HSDPA        4 timmar      350 timmar     3 timmar

## Musiken
Sony Ericsson W760i är en Walkman-mobil. I Walkman-spelaren kan man se albumbilder och skaka för att byta låt (Shake control). Med Sense Me kan man också välja om man vill lyssna på sorgsna eller glada låtar. För bättre ljud har den också Mega Bass. Om man hör en bra låt på radion, kan man ta upp telefonen och använda Track ID, som spelar in ett ljudklipp, och skickar till en databas. Man får sedan ett svar med artist, låt och album, och på Play Now kan man ladda ned musik och spel m.m. Den har även Stereo Bluetooth (A2DP) som gör att man kan lyssna på musik trådlöst via Bluetooth. Man kan utöka minnet Memory Stick Micro (M2). Det finns även flygplansläge.

## Kameran
Sony Ericsson W760i har en kamera på 3,2 megapixel med videoinspelning, digital zoom (2,5x), fotobloggning och Photo Fix. Man kan ta bilder i flygplansläge.

## Kommunikation
Sony Ericsson W760i har Turbo-3G (HSDPA) och EDGE för snabbt internet, det ger möjlighet till RSS flöden och videosamtal. Den har också webbläsaren Access NetFront, WAP 1.2.1 och WAP 2.0. Man kan använda telefonen som modem och lägga över filer från datorn med den medföljande datorkabeln. Man kan också skicka SMS, MMS och e-mail. Det går dock inte använda dessa funktioner i flygplansläget, men man kan använda alla funktioner som inte behöver aktiva sändare.

## Specifikationer
Kamera
- Digital zoom - 2.5x
- Fotobloggning
- Kamera - 3.2 megapixel
- Photo fix
- Videoinspelning

Musik
- Album art
- Bluetooth™-stereo (A2DP)
- Mediaspelare
- Mega Bass™
- Musikringsignaler
- PlayNow™
- SensMe™
- Shake control
- TrackID™
- Walkman® player

Internet
- RSS-information
- WAP - WAP 2.0 XHTML
- WAP 1.2.1
- Webbläsaren Access NetFront™

Underhållning
- 3D-spel
- Direktuppspelad video
- Java
- Media
- Radio
- Visa video

Anslutningar
- Bluetooth™ technology
- Modem
- PictBridge
- Synkronisering med PC
- USB-lagring
- USB-stöd

Meddelanden
- Bildmeddelanden (MMS)
- E-post
- Instant messaging
- Ljudinspelare
- Textigenkänning
- Textmeddelanden (SMS)

Kommunikation
- Högtalartelefon
- Polyfona ringsignaler
- Vibratorsignal
- Videosamtal

Design
- Animerade skrivbordsunderlägg
- Auto rotate
- Bildskrivbordsunderlägg
- Navigationsknapp

Organisatör
- Anteckningar
- Flygplansläge
- Kalender
- Miniräknare
- Telefonbok
- Tidtagarur
- Timer
- Uppgifter
- Väckarklocka